# Artur Grenz
Artur Grenz (* 17. April 1909 in Bremen; † 14. September 1988 in Quickborn) war ein deutscher Komponist.

## Leben
Artur Grenz studierte an der Hochschule für Musik in Berlin unter Paul Hindemith, Georg Schünemann und Artur Rother. Grenz arbeitete nach seinem Studium zuerst als Bratscher in verschiedenen Orchestern, u. a. dem Rundfunkorchester Hamburg des NWDR und dem Berliner Opernorchester. Nach dem Zweiten Weltkrieg gründete er eine Musikschule in Bad Kissingen und das Nordfranken-Orchester in Schweinfurt. Nach der Auflösung des Rundfunkorchesters im Jahr 1964 zog Grenz nach Quickborn und arbeitete als Gymnasiallehrer am dortigen Dietrich-Bonhoeffer-Gymnasium. Er gründete eine Musikschule und das Ensemble Collegium Musicum. 
Zu Ehren seiner musikalischen Bedeutung für das Musikleben in Quickborn trägt die Aula der Comenius-Schule den Namen „Artur-Grenz-Saal“.

## Musikalische Werke (Auswahl)
- Sinfonietta für Orchester (1942)
- Violinkonzert op. 7 (1941)
- Scene pittoresque für Violine und Orchester op. 11 (1955)
- Ballett Der Zauberlehrling (1939, Uraufführung Volksoper Berlin)
- Manhattan Caprice für Klavier und Orchester op. 13 (1953)